# Jesse Grupper
Jesse Grupper (ur. 6 stycznia 1997 w Nowym Jorku) – amerykański wspinacz sportowy specjalizujący się w prowadzeniu i naukowiec żydowskiego pochodzenia, olimpijczyk z Paryża 2024.

## Działalność sportowa
| Impreza                     | Rok  | Gospodarz | Wynik      | Wynik       | Wynik  |
| Impreza                     | Rok  | Gospodarz | bouldering | prowadzenie | łączna |
| --------------------------- | ---- | --------- | ---------- | ----------- | ------ |
| Igrzyska olimpijskie        | 2024 | Paryż     | –          | –           | 18     |
| Mistrzostwa świata          | 2023 | Berno     | 51         | 19          | 27     |
| Mistrzostwa świata juniorów | 2012 | Singapur  | –          | 24          | –      |
| Mistrzostwa świata juniorów | 2015 | Arco      | –          | srebro      | –      |

## Działalność naukowa
Podczas wolontariatu, gdzie uczył wspinaczki skałkowej dzieci z niepełnosprawnością fizyczną, zainteresował się technologią poprawiającą jakość życia osób niepełnosprawnych. Ukończył inżynierię mechaniczną na Tufts University. Pracuje jako pracownik naukowy na Uniwersytecie Harvarda, specjalizując się w technologii rehabilitacyjnej.

## Życie prywatne
Mieszka w Upper Montclair. Należy do synagogi rekonstrukcjonistycznej.